# ¿Which Side Are You On?
¿Which Side Are You On? è il diciottesimo album in studio della cantautrice statunitense Ani DiFranco, pubblicato nel 2012.

## Tracce
1. Life Boat – 4:09
2. Unworry – 4:17
3. ¿Which Side Are You On? – 6:27
4. Splinter – 4:36
5. Promiscuity – 3:20
6. Albacore – 4:08
7. J – 5:15
8. If Yr Not – 2:51
9. Hearse – 4:04
10. Mariachi – 4:03
11. Amendment – 6:27
12. Zoo – 3:08